# Marcelo Córdoba
Marcelo Alejandro Córdoba (ur. 21 listopada 1973 w Buenos Aires) – argentyński aktor telewizyjny i filmowy. 

## Filmografia

### telenowele
- 2005-2006: Alborada jako Marcos
- 2006: Heridas de amor jako Daniel Bustamante
- 2006-2007: Amar sin límites jako Andrés Galván
- 2007-2008: Sidła namiętności (Pasión) jako Ascanio González
- 2008-2009: Juro que te amo jako Maximiliano Cuéllar
- 2009: Zaklęta miłość (Sortilegio) jako Roberto Castelar
- 2010: Morze miłości (Mar de Amor) Hernán Irazabal
- 2010: Llena de amor jako José María Sevilla (Joven)
- 2011: Miłość i przeznaczenie (La fuerza del destino) jako Antolín Galván
- 2012: Ja, ona i Eva (Por ella soy Eva) jako Plutarco Ramos
- 2012: Prawdziwe uczucie (Amores Verdaderos) jako Vicente Celorio
- 2013: Oblicza miłości (De que te quiero, te quiero) jako Eleazar Medina
- 2013: Amores verdaderos jako Vicente Celorio
- 2014: La Malquerida (Źle kochana) jako Alonso Rivas
- 2014: Kotka (La Gata) jako dr Javier Peñuela

### programy tv
- Mujer, casos de la vida real..."Chismes calientes"
- La Rosa de Guadalupe..."Amor sin fronteras"
- Tiempo Final (Fox)..."Periodista"
- Mujeres asesinas... "María, fanatica"